# Ernesto Chao Pino
Ernesto Chao Pino (Ribadavia, Ourense, 12 de novembre de 1943-Santiago de Compostel·la, La Corunya, 6 d'agost de 2018) va ser un actor gallec.

## Biografia
Encara que a Galícia se'l va conèixer per Miro Pereira, paper que va interpretar durant més d'una dècada en la comèdia de la cadena gallega TVG Pratos combinados, Ernesto Chao va ser un actor amb una dilatada experiència professional, especialment en el teatre, amb una carrera ininterrompuda des de 1969.
Va ser director del Centro Dramático Galego del 1986 al 1987.
Protagonitzà el telefilm Condenado a vivir, on interpretava al marí Ramón Sampedro, en la primera vegada que la seva història s'emportava a la ficció. Més tard, Javier Bardem encarnaria el mateix paper a l'oscaritzada Mar adentro d'Alejandro Amenábar, i en la qual es va donar a conèixer Mabel Rivera, actriu que va interpretar a la seva dona, Balbina, en Pratos combinados.
Va treballar en més d'una dotzena de produccions cinematogràfiques des de 1985, any en què va donar principi la seva carrera televisiva, especialment lligada a la TVG. En televisió va participar en una vintena de programes de formats diversos, col·laborant en els últims anys amb petits papers en sèries d'èxit a nivell nacional com Cuéntame cómo pasó, Aquí no hay quien viva o Fariña.
Des de 2001 fins a 2012 va tenir la seva pròpia companyía teatral, Lagarta, lagarta S.L., al costat de la seva esposa, la també actriu Rosa Álvarez.
Va morir el 6 d'agost de 2018.

## Filmografia

### Pel·lícules
- La hora bruja (1985), de Jaime de Armiñán.
- Divinas palabras (1987), de José Luis García Sánchez.
- Urxa (1989), d'Alfredo García Pinal i Carlos Piñeiro.
- Un soño de verán (1992) (TV). Com Pedro Marmelo.
- El juego de los mensajes invisibles (1992), de Juan Pinzás. Com cliente.
- Huidos (1993), de Sancho Gracia.
- A Metade da vida (1994), de Raúl Veiga.
- La ley de la frontera (1995), de Adolfo Aristarain. Com veí.
- La novia de medianoche (1997), de Antonio F. Simón. Com guardia civil.
- Condenado a vivir (2001) (TV), de Roberto Bodegas. Com Ramón Sampedro.
- Días de boda (2002), de Juan Pinzás. Com Alejandro.
- Trece campanadas (2002), de Xavier Villaverde. Com inspector.
- El regalo de Silvia (2003), de Dionisio Pérez. Com encarregat.
- Los muertos van deprisa (2007), d'Ángel de la Cruz. Com Cifuentes.
- La playa de los ahogados (2015), de Gerardo Herrero. Com Somoza.
- Migas de pan (2016), de Manane Rodríguez.

### Curtmetratges
- Só para nenos (1985), de Milagros Bará. Com Otto.
- Esperanza (1986), de Chano Piñeiro. Com cap de la teràpia d'alcohòlics.
- Las rubias los prefieren caballeros (2002), de Álex Sampayo. Com joier.

### Televisió

#### Personatges fixos
- Pratos combinados (1995-2006). Com Ramiro "Miro" Pereira Ríos. TVG.
- Efectos secundarios (2007). Com Gonzalo. TVG.

#### Personatges episòdics
- Cuéntame cómo pasó (2003). Com Coronel Ibáñez Sañudo. La Primera de TVE.
- Aquí no hay quien viva (2005). Com Ramiro Villanueva, pare de Carmen. Antena 3.
- Fariña (2018). Com Gerardo Fernández Albor. Antena 3.

## Teatre
- Des de 1970 va participar en més de 35 espectacles teatrals amb diferents companyies. Alguns títols són Galileo Galilei, Fobias, Carambola (cóncavo convexo) o O país da comedia.
- En 2008 representa el muntatge Aeroplanos, amb la companyia teatral Lagarta, lagarta.

## Premis i nominacions
- 1991 Finalista en els Premis Compostela de Teatre en la categoria de la millor interpretació masculina protagonista per O Rei Lear.[2]
- 1993 Premi Compostela de Teatre al Millor Actor Protagonista per Galileo Galilei.[2]
- 2002 Premi Chano Piñeiro do Audiovisual Galego al Millor actor protagonista por Condenado a vivir.[2]
  - Premio de Honra Abrente al Festival Internacional de Teatre de Ribadavia.
- 2008 Premio de Honra Fernando Rey per tota la seva trajectòria professional, la primera vegada que es concedeix aquest premi a un actor.
- 2010 Premio de honra Pedigree del VII Festival de Cans.[2]